# Najbrówka
Najbrówka – część wsi Rozdziele w Polsce, położona w województwie małopolskim, w powiecie bocheńskim, w gminie Żegocina. Wchodzi w skład sołectwa Rozdziele.
W latach 1975–1998 Najbrówka należała administracyjnie do województwa tarnowskiego.
Nazwa tego przysiółka wywodzi się od przezwiska "Najber", które ma swoje źródło w języku angielskim (neighbour – sąsiad).